# Alfred Shrubb

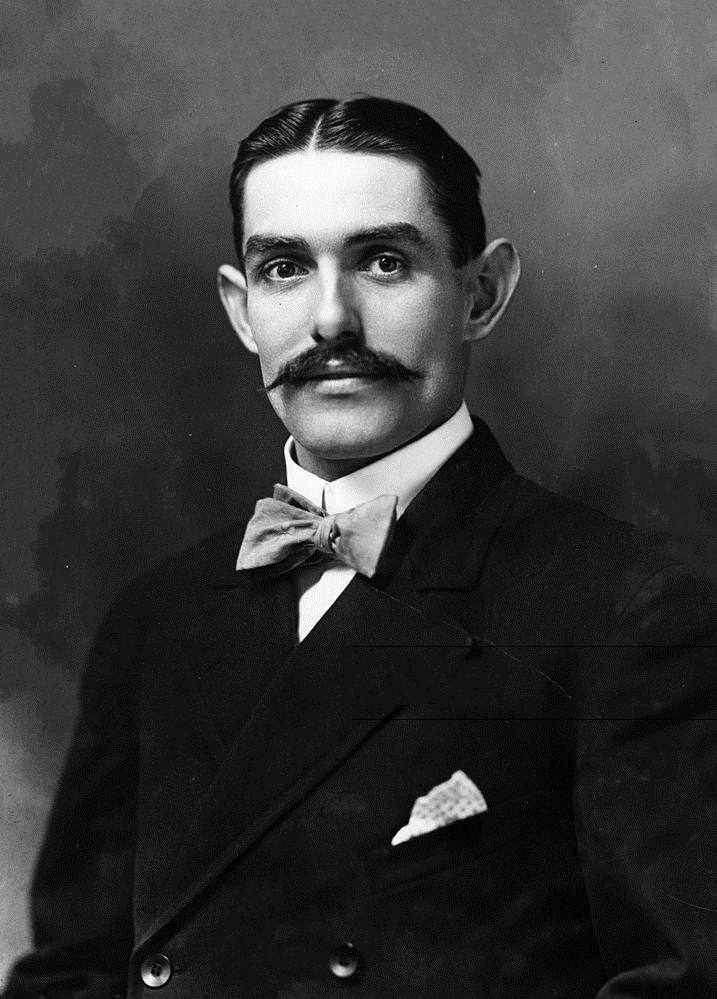
Alfred Shrubb

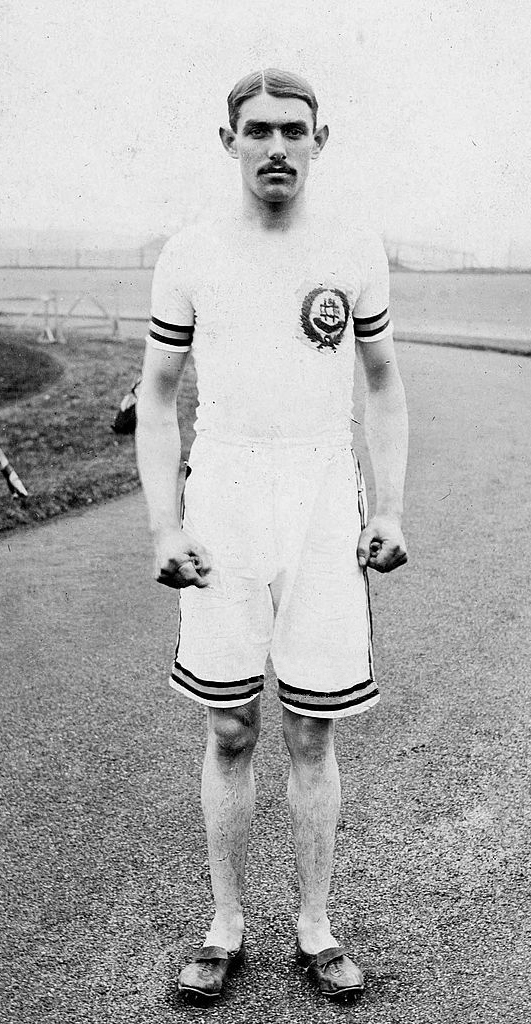
Alfred Shrubb ca. 1900

Alfred „Alfie“ Shrubb (* 12. Dezember 1879 in Slinfold, Sussex, Großbritannien; † 23. April 1964 in Bowmanville, Kanada) war ein britischer Leichtathlet, der zu Beginn des 20. Jahrhunderts erfolgreich war.
Sein Beiname „The Little Wonder“ (dt. „das kleine Wunder“) bezog sich sowohl auf seine grazile Gestalt (1,68 m groß, 63 kg schwer) als auch auf die Tatsache, dass er als Läufer über die Mittel- und Langstrecke von den rund 1800 Rennen, die er zwischen 1899 und 1912 bestritt, etwa 1000 gewann und dabei nicht weniger als 28 Weltrekorde aufstellte. Er war der erste Leichtathlet, der den Titel „Internationaler Meister“ trug, und der erste bezahlte Trainer der Universität Oxford.
Shrubb war ein Läufer aus Leidenschaft. Überliefert ist, dass er selbst an seinem Hochzeitstag gleich nach der Trauung nach London eilte, um dort ein Rennen zu bestreiten.

## Karriere
Alfred Shrubbs, geboren als fünftes Kind von William und Harriet Shrubb, läuferisches Talent wurde entdeckt, als er bei einem Hausbrand helfen wollte und die drei Meilen entfernt liegende Unglücksstelle eher erreichte als die Pferde, die das Löschfahrzeug zogen. Er hatte zwei Karrieren: von 1899 bis 1905 als Amateur und von 1906 bis 1912 als Profi. Seine Amateurkarriere endete, als er lebenslang gesperrt wurde, weil er Sponsorengelder angenommen hatte.
Das bemerkenswerteste Jahr in seiner Zeit als Amateur war das Jahr 1904. Zum einen hatte er das Pech, dass der britische Leichtathletikverband darauf verzichtete, eine Mannschaft zu den Olympischen Spielen 1904 in St. Louis zu entsenden, und ihm auf diese Weise olympische Ehren verwehrt blieben. Zum anderen aber stellte er in diesem Jahr gleich sieben Weltrekorde an einem einzigen Tag auf. Shrubb gehörte zur Generation der Läufer, die ganzjährig, täglich trainierten und im Training lange Strecken zurücklegte, während andere zur selben Zeit eher die Laufgeschwindigkeit lernen und daher nur wenig, aber schneller im Training liefen.
Man schrieb den 5. November, als sich im Ibrox Park im schottischen Glasgow dreizehn Läufer zu einem Rennen über 10 Meilen versammelten. Shrubb war schon eine Woche vorher angereist, um sich auf das große Ereignis vorzubereiten. Über die 10-Meilen-Strecke hatte er eine Bestzeit von 51:30,4 min zu verzeichnen, die er um 25 Sekunden steigern musste, um in den Besitz des Weltrekords zu gelangen. Als er die ersten vier Meilen in 19:50,6 min zurücklegte (der von ihm selbst erst fünf Monate vorher über diese Strecke aufgestellte Weltrekord stand bei 19:23,4 min) glaubte niemand, dass er dieses Tempo würde durchhalten können. Der 24-jährige zeigte jedoch keinerlei Anzeichen von Ermüdung und blieb mit 29:59,4 min über sechs Meilen nicht nur 18 Sekunden unter dem bisherigen Weltrekord, sondern zugleich als erster Mensch der Erde unter 30 Minuten. Auch die nachfolgend über sieben, acht und neun Meilen gestoppten Zwischenzeiten bedeuteten jeweils neuen Weltrekord. Aber es sollte noch besser kommen. Als nach Meile zehn der fünfte Weltrekord gefallen war, beschloss Shrubb kurzerhand, das Rennen fortzusetzen und den bestehenden Weltrekord im Stundenlauf anzugreifen. Begleitet von Dudelsackklängen und den frenetischen Anfeuerungsrufen der Zuschauer, die ungeachtet des schlechten Wetters die Ränge füllten, verbesserte er zunächst den Weltrekord über elf Meilen und hängte noch weitere 1137 Yards an, ehe die Uhr bei 60 Minuten stehen blieb. In diesem Augenblick war der 20 Jahre alte Rekord von Walter George (18 555 m) Geschichte geworden. Die neue Bestmarke von Alfred Shrubb stand bei 18 742 m (Sie wurde erst 9 Jahre später von Jean Bouin auf 19 021 m geschraubt).
Alfred Shrubb wurde über verschiedene Meilendistanzen (eine, vier und zehn Meilen) insgesamt zehn Mal britischer Meister. Seine eigentliche Liebe gehörte jedoch dem Crosslauf. Auch in dieser Disziplin gewann er mehrere (insgesamt acht) nationale und regionale britische Meisterschaften und war überdies zweimal in Folge bei dem seit 1903 ausgetragenen Cross der Nationen siegreich.
Als Profi konnte er an seine bisherigen Erfolge nahtlos anknüpfen. Bereits im Februar 1906 verbesserte er bei Hallenrennen in London dreimal hintereinander den Weltrekord über drei Meilen (14:27 min, 14:23,4 min und 14:19 min). Anschließend führte ihn seine Karriere nach Nordamerika, wo er einen Lauf-Boom auslöste. Auch in Australien und Neuseeland ging er an den Start und wurde so zum ersten internationalen Sportstar, wobei ihn besonders seine Rennen gegen Staffeln und gegen Pferde berühmt machten. Bei seinen Versuchen über Strecken von mehr als 10 Meilen Länge war er jedoch dem legendären Indianer Tom Longboat unterlegen, gegen den er insgesamt zehnmal antrat.
Beruflich machte Alfred Shrubb sich vor allem als Trainer einen Namen. Von 1908 bis 1911 war er an der Harvard University in Boston und von 1919 bis 1928 an der University of Oxford tätig. Von ihm betreute Athleten starteten bei den Olympischen Spielen 1920, 1924 und 1928. Zu seinen größten Erfolgen zählten der bei den Penn Relays aufgestellte Weltrekord über 4 × 880 Yards sowie der Olympiasieg von Bevil Rudd.
Darüber hinaus verfasste Shrubb zwei vielbeachtete Bücher zum Thema Trainingslehre:
- Running and Cross Country Running. London (Health and Strength Ltd.) 1908
- Long-Distance Running. Toronto (Imperial News Company) 1909

Alfred Shrubb siedelte im Jahr 1928 endgültig nach Kanada über. Er war verheiratet mit Ada Brown. Aus der Ehe gingen drei Kinder hervor: Sohn Roy sowie die Töchter Nancy und Norah.
Er ist bis heute unvergessen: In Bowmanville wird alljährlich der „Alfie Shrubb 8k Classic“ ausgetragen. Bei der ersten Veranstaltung im Jahr 2003 gab seine hochbetagte (89 J.) Tochter Norah Allin den offiziellen Startschuss.

## Titel
Britische Meisterschaften
- 1901
  - 4 Meilen in 20:01,8 min in Huddersfield
  - 10 Meilen in 53:32,0 min in Crewe
  - English National Cross Championships in Leicester
  - Southern Cross Championships in Wembley Park
- 1902
  - 4 Meilen in 20:01,4 min und
  - 10 Meilen in 52:25,6 min in Stamford Bridge
  - English National Cross Championships und
  - Southern Cross Championships in Lingfield Park
- 1903
  - 1 Meile in 4:24,0 min,
  - 4 Meilen in 20:06,0 min und
  - 10 Meilen in 51:55,8 min in Northampton
  - English National Cross Championships und
  - Southern Cross Championships in Haydock Park
- 1904
  - 1 Meile in 4:22,0 min,
  - 4 Meilen in 19:56,8 min und
  - 10 Meilen in 54:30,4 min in Rochdale
  - English National Cross Championships in Wolverhampton
  - Southern Cross Championships in Lingfield Park

Cross der Nationen
- 1903 in Hamilton, Schottland: SIEGER in 46,23 min vor Tom Edwards in 46,57 min
- 1904 in St. Helens: SIEGER in 47,59 min vor Albert Aldridge in 48,21 min

## Weltrekorde
| Strecke     | Leistung    | Datum              | Ort             |
| ----------- | ----------- | ------------------ | --------------- |
| 2000 Yards  | 5:07,2 min  | 26. September 1903 | Stamford Bridge |
| 1,25 Meilen | 5:40,2 min  | 26. September 1903 | Stamford Bridge |
|             | 5:37,0 min  | 11. Juni 1904      | Glasgow         |
| 1,5 Meilen  | 6:50,0 min  | 30. Mai 1904       | Ilford          |
|             | 6:47,6 min  | 26. September 1903 | Stamford Bridge |
| 1,75 Meilen | 8:21,0 min  | 11. Juni 1904      | Glasgow         |
| 2 Meilen    | 9:17,0 min  | 12. September 1903 | Kennington Oval |
|             | 9:11,0 min  | 30. Mai 1903       | Ilford          |
|             | 9:09,6 min  | 11. Mai 1904       | Glasgow         |
| 4000 Yards  | 10:57,6 min | 27. September 1902 | Stamford Bridge |
| 3 Meilen    | 14:25,0 min | 19. Juli 1902      | Chelmsford      |
|             | 14:22,4 min | August 1903        | Horsham         |
|             | 14:17,6 min | 21. Mai 1903       | Stamford Bridge |
|             | 14:17,2 min | 27. August 1904    | Abergavenny     |
| 5000 m      | 15:03,0 min | 15. Juni 1903      | Glasgow         |
|             | 14:59,0 min | 13. Juni 1904      | Glasgow         |
| 4 Meilen    | 19:31,6 min | 25. Oktober 1902   | Brighton        |
|             | 19:26,8 min | 20. September 1902 | Reigate         |
|             | 19:23,4 min | 13. Juni 1904      | Glasgow         |
| 5 Meilen    | 24:33,4 min | 12. Mai 1904       | Stamford Bridge |
| 6 Meilen    | 29:59,4 min | 5. November 1904   | Glasgow         |
| 10 000 m    | 31:02,4 min | 5. November 1904   | Glasgow         |
| 7 Meilen    | 35:04,6 min | 5. November 1904   | Glasgow         |
| 8 Meilen    | 40:16,0 min | 5. November 1904   | Glasgow         |
| 9 Meilen    | 45:27,6 min | 5. November 1904   | Glasgow         |
| 10 Meilen   | 50:40,6 min | 5. November 1904   | Glasgow         |
| 11 Meilen   | 56,23,4 min | 5. November 1904   | Glasgow         |
| Stundenlauf | 18 738 m    | 5. November 1904   | Glasgow         |